# Bachet Noir
Die Rotweinsorte Bachet Noir stammt aus dem Département Aube im Süden des Weinbaugebiets Champagne im Norden Frankreichs. Jean Guicherd erklärt den Namen Bachet in seinem 1905 erschienenen Werk
Etudes d’ampélographie. Monographie des cépages de l’Aube. als eine Deformation des Ortsnamens Buchey, das ist ein Ort bei Colombey-les-Deux-Églises im Kanton Châteauvillain.
Die frühreifende Sorte erbringt Weine mit einem mittleren Alkoholgehalt und einer frischen Säure. Im Verschnitt mit dem Gamay verleiht er dem Wein mehr Farbe und Körper.
Der Bachet Noir ist in keiner Appellation zugelassen. Kleine Restbestände (ca. 1 Hektar) finden sich noch in der Aube.

## Herkunft
Eine 1999 durch Carole Meredith durchgeführte, breit angelegte DNA-Analyse mit 352 Rebsorten legt den Schluss nahe, dass die Sorte Bachet Noir eine natürliche Kreuzung der Sorten Pinot und Gouais Blanc ist. Aus der gleichen Untersuchung ging hervor, dass die Sorten Aligoté, Aubin Vert, Auxerrois, Beaunoir, Chardonnay, Dameron, Franc Noir de la Haute Saône, Gamay Blanc Gloriod, Gamay, Knipperlé, Melon de Bourgogne, Peurion, Romorantin, Roublot und Sacy ähnlich wie Bachet Noir alle aus spontanen Kreuzungen zwischen Pinot und Gouais Blanc entstanden. Da die genetischen Unterschiede zwischen Pinot Blanc, Pinot Gris und Pinot Noir äußerst gering sind, liegt eine genaue Spezifizierung des Pinot-Typs noch nicht vor.
Der Erfolg dieser spontanen Kreuzung wird dadurch erklärt, dass die beiden Elternsorten genetisch gesehen grundverschieden sind. Während die Sorten der Pinot-Familie vermutlich aus dem Burgund stammen, wurde der Gouais Blanc von den Römern nach Frankreich gebracht. In den Rebgärten des Burgunds und der südlichen Champagne standen beide Sorten während einiger Jahrhunderte im Gemischten Satz.
Abstammung: Pinot x Gouais Blanc

## Ampelographische Sortenmerkmale
In der Ampelographie wird der Habitus folgendermaßen beschrieben:
- Die Triebspitze ist offen. Sie ist weißlich und leicht wollig behaart. Die gelbgrünen Jungblätter sind auf der Unterseite leicht wollig behaart.
- Die recht großen kräftiggrünen Blätter sind meist dreilappig und tief gebuchtet. Die Stielbucht ist lyrenförmig offen. Das Blatt ist stumpf gezähnt. Die Zähne sind im Vergleich der Rebsorten weit gesetzt. Die Blattoberfläche (auch Spreite genannt) ist blasig derb. Im Herbst verfärbt sich das Laub vollständig rot.
- Die walzenförmige und längliche Traube ist meist geschultert und klein. Die rundlichen bis ovalen Beeren sind klein und von blauschwarzer Farbe.

Bachet Noir reift 5–6 Tage nach dem Gutedel und gilt damit im internationalen Vergleich als frühreifend. Trotz eines zeitige Austriebs ist die Sorte bei Spätfrösten im Frühjahr kaum gefährdet. Die Rebsorte ist empfindlich auf den Echten und Falschen Mehltau sowie auf die Rohfäule.
Normalerweise haben Edelreben zwittrige Blüten und sind somit Selbstbefruchter. Lediglich einige Edelreben, die Wildreben und die meisten amerikanischen Reben sind jedoch zweihäusig. Sie haben Pflanzen mit männlichen oder weiblichen Blüten. Zur Befruchtung bedarf es daher immer einer männlichen und einer weiblichen Pflanze. Bachet Noir verfügt lediglich über weißliche Blüten.

## Synonyme
Bachet Noir ist auch unter den Synonymen Bachet, Bachey, François, François Noir, François Noir de Bar-sur-Aube und Gris Bachet bekannt.